# Haczyk wędkarski

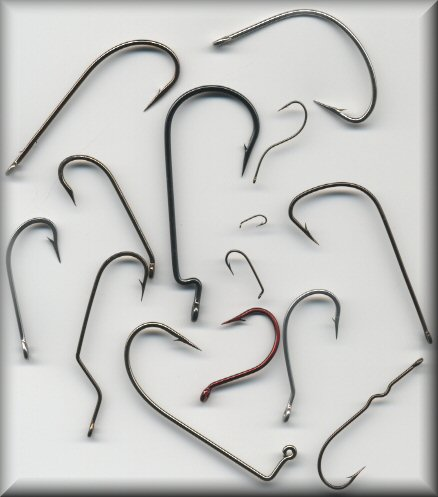
Różne haczyki wędkarskie

Haczyk – jedna z podstawowych części zestawu wędkarskiego. Jest to element, na którym mocuje się przynęty oraz dzięki któremu możliwe jest holowanie ryby. Występują różne typy haczyków – pod względem wyglądu, rozmiaru, materiału użytego do produkcji oraz innych cech. Haczyk jest zazwyczaj umocowany do żyłki lub plecionki. Jednym z największych producentów haczyków na świecie jest norweska firma Mustad.
Najwcześniej wytworzone haczyki datowane są na około 35 000 lat p.n.e. Wykonywane były początkowo z wytrzymałych materiałów pochodzenia zwierzęcego, takich jak kości, róg, muszle oraz drewna (obecnie są wytwarzane ze stali, czasami spotyka się haczyki pokrywane srebrem lub złotem). Prawdopodobnie już Homo sapiens fossilis używał haczyków do zdobywania pożywienia. Przez tysiące lat technologia wykonywania haczyków ewoluowała w kierunku zoptymalizowania atrakcyjności przynęty, utrzymania zdobyczy na haczyku i jej wyciągnięcia z wody. Pierwsze haczyki zapewne robione były z drewna, ale ponieważ jest ono zdecydowanie mniej trwałe niż kość czy róg, do naszych czasów przetrwało ich bardzo niewiele. Drewno może się wydać materiałem zbyt lekkim na haczyki wędkarskie, tymczasem tworzywo to używane było aż do lat 60. XX w. Uważa się, że zapewnienie łatwego dostępu do pożywienia było czynnikiem krytycznym gwarantującym sukces pierwszych ludzi. Łowienie ryb w zasobnych wodach pochłania niewiele czasu i energii, dzięki czemu nasi przodkowie mogli się zająć czymś innym nie tylko przetrwać, lecz także się rozwijać.
Niektóre gatunki ryb (nerka, pirania, belona, makrela) można złapać bez używania przynęty. Prawdopodobnie przyciąga je błysk haczyka, mogący wyglądać jak małe rybki. Przynęta używana do wabienia ryb poprzez błysk, to błystka.

## Budowa

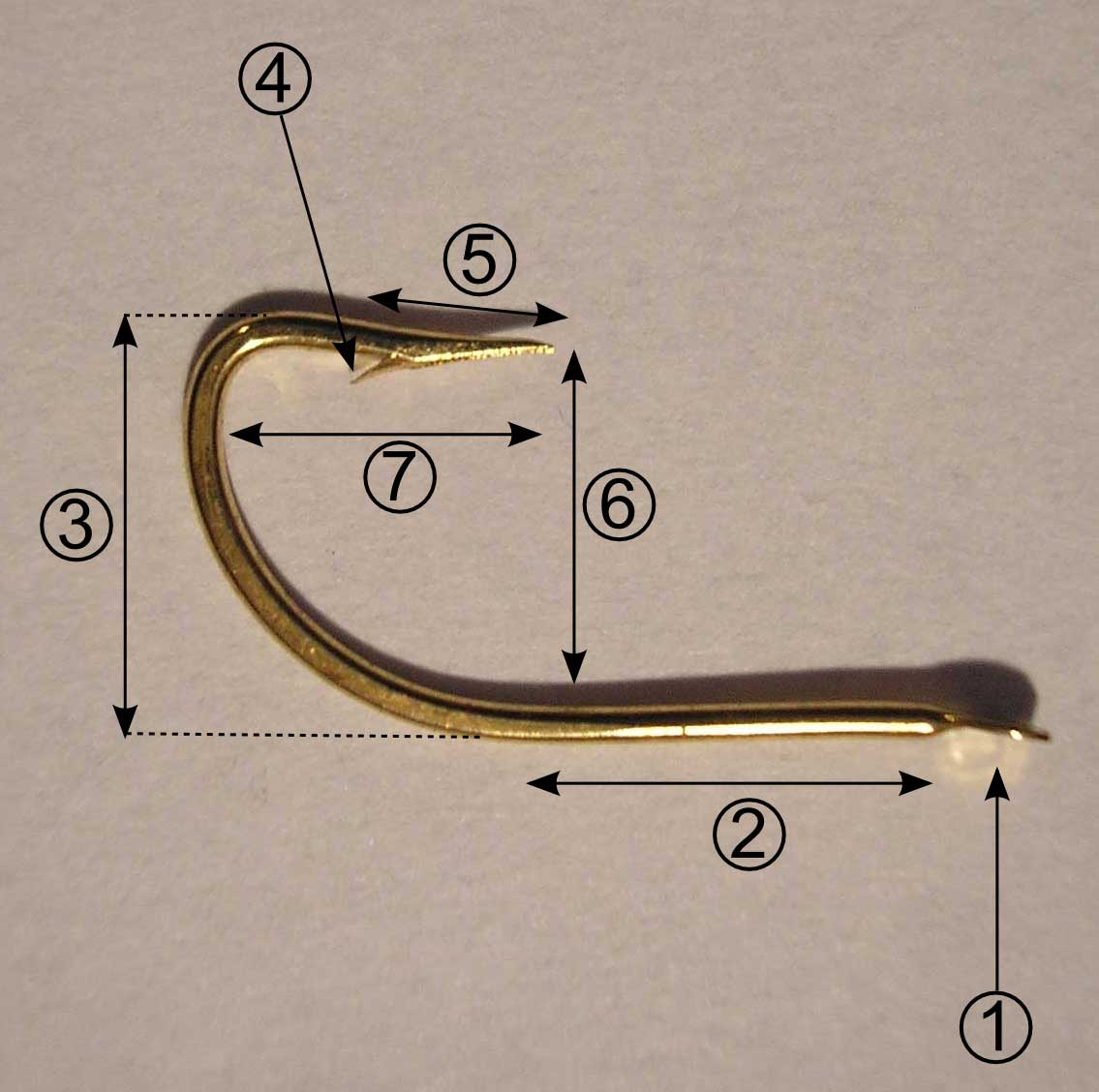
1. Oczko/łopatka
2. Trzonek
3. Łuk kolankowy
4. Zadzior
5. Grot (ostrze)
6. Rozwarcie
7. Gardziel

W haczyku można wyróżnić: oczko (łopatka), trzonek, łuk kolankowy, grot (ostrze), gardziel, rozwarcie oraz zadzior (najczęściej spotyka się haczyki z zadziorem, jednakże istnieją też haczyki bez tego elementu).

### Oczko
Oczko lub łopatka służą do połączenia haczyka z żyłką (przyponem). Oczko jest zwiniętym końcem trzonka, natomiast łopatka – rozkutym. Wyróżnia się następujące rodzaje oczek:
- odchylone w stronę grota – najczęściej stosowane;
- odchylone w stronę przeciwną od grota – stosowane głównie do wiązania sztucznych much;
- proste – będące przedłużeniem trzonka.

### Trzonek
Trzonek to część haczyka między oczkiem a łukiem kolankowym. Na trzonku haczyka mogą znajdować się dodatkowe zadziory. Trzonek oraz łuk kolankowy mogą być kute. Kucie polega na spłaszczeniu drutu, co powoduje wzmocnienie haczyka. Ze względu na długość, trzonki dzielimy na:
- standardowy – odpowiedni stosunek długości trzonka do rozwarcia;
- wydłużony – trzonek długości haczyka większego o dwa numery;
- skrócony – trzonek długości haczyka mniejszego o dwa numery.

### Łuk kolankowy
Łuk kolankowy to część haczyka między trzonkiem i grotem. Stosowane są różne kształty łuku kolankowego zależne od typu haczyka.

### Grot
Grot jest elementem haczyka służącym do zacięcia ryby. Zazwyczaj po wewnętrznej stronie grota znajduje się zadzior (może też znajdować się po zewnętrznej stronie lub może nie być go wcale). Groty dzielimy na:
- bez zadziora – przeznaczony do połowów złów i wypuść, ułatwia odczepienie ryby z haczyka;
- wklęsły;
- dublin;
- strzałowy – nie posiada zadziora, jego konstrukcja powoduje, że haczyk nie wbija się głęboko;
- zakrzywiony – grot, którego ostrze jest zakrzywione do wewnątrz (w stronę trzonka).

Grot może być również odchylony od trzonka w prawo lub w lewo, jednak najczęściej spotyka się haczyki z grotem prostym, czyli znajdującym się w jednej płaszczyźnie z trzonkiem.

### Gardziel i rozwarcie

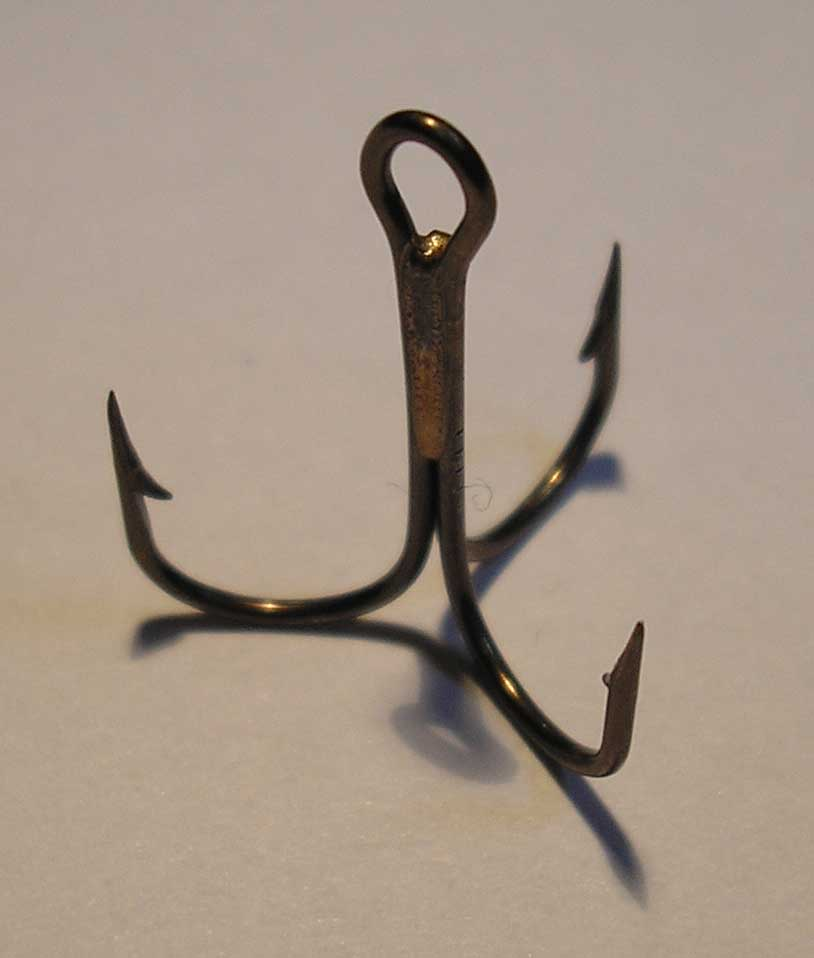
Kotwiczka potrójna

Gardziel to odcinek od najgłębszego punktu łuku kolankowego do końca grotu. Rozwarcie to odległość od końca grotu do trzonka.

### Kotwiczki
Kotwiczką (kotwicą) w wędkarstwie nazywa się haczyk, który posiada więcej niż jedno ostrze. Przypomina on małą kotwicę, stąd jego nazwa. Wyróżnia się kotwiczki podwójne, potrójne i poczwórne (dziś już rzadko spotykane).

## Rozmiary
Haczyki różnią się pod względem rozmiaru. Różnica ta spowodowana jest różnym przeznaczeniem haczyków. Większość producentów określa rozmiary numerami, na zasadzie im większy numer, tym mniejszy haczyk. W zasadzie nie da się określić dokładnego rozmiaru haczyka o danym numerze, gdyż rozmiar haczyków każdego producenta jest inny.